# Gustavo Matosas
Gustavo Cristian Matosas Paidón (ur. 25 maja 1967 w Buenos Aires) – urugwajski piłkarz pochodzenia argentyńskiego występujący na pozycji defensywnego pomocnika. Jego ojciec Roberto Matosas również był piłkarzem.

## Kariera klubowa
Matosas przyszedł na świat w argentyńskim Buenos Aires, gdzie jego ojciec Roberto Matosas, reprezentant Urugwaju, występował wówczas w klubie River Plate. Później cała rodzina wyjechała do Meksyku (Matosas senior kontynuował tam karierę piłkarską), po czym powróciła do Montevideo, gdzie w akademii juniorskiej tamtejszego CA Peñarol Gustavo rozpoczynał swoją karierę piłkarską. Do seniorskiej drużyny został włączony przez szkoleniowca Roque Máspoliego i już w swoim premierowym sezonie 1985 wywalczył z nią tytuł mistrza Urugwaju. Sukces ten powtórzył również rok później, podczas rozgrywek 1986, natomiast w 1987 roku triumfował z Peñarolem w najbardziej prestiżowym turnieju kontynentu – Copa Libertadores, jednak często pozostawał tylko rezerwowym zespołu prowadzonego przez Óscara Tabáreza. W lipcu 1988 przeszedł do hiszpańskiego CD Málaga, gdzie szybko wywalczył sobie miejsce w wyjściowej jedenastce. w Primera División zadebiutował 9 października 1988 w przegranym 1:2 meczu z Atlético Madryt, w którym otrzymał czerwoną kartkę, natomiast premierowego gola strzelił 30 października 1988 w wygranej 1:0 konfrontacji z Espanyolem. Na koniec sezonu 1989/1990 spadł z Málagą do drugiej ligi.
Po sześciu miesiącach spędzonych w Segunda División Matosas podpisał umowę z argentyńską drużyną San Lorenzo de Almagro z siedzibą w Buenos Aires. Jego barwy reprezentował przez kolejne półtora roku, w 1992 docierając z nim do ćwierćfinału Copa Libertadores. Jego kolejnym zespołem został Racing Club de Avellaneda, gdzie spędził następne dwanaście miesięcy bez większych sukcesów, po czym wyjechał do Brazylii, zostając graczem São Paulo FC. W ekipie prowadzonej przez Telêgo Santanę pełnił niemal wyłącznie funkcję rezerwowego, lecz podczas półrocznego pobytu w tym klubie odniósł kilka prestiżowych sukcesów – zdobył Recopa Sudamericana, a także triumfował w rozgrywkach Supercopa Sudamericana i Pucharze Interkontynentalnym. W styczniu 1994 po raz drugi wyemigrował do Hiszpanii, tym razem podpisując kontrakt z UE Lleida, z którym na koniec sezonu 1993/1994, mimo regularnej gry w wyjściowej jedenastce, zanotował spadek do drugiej ligi.
Latem 1994 Matosas został ściągnięty przez swojego rodaka, trenera Víctora Espárrago, do Realu Valladolid, z którym uplasował się w dolnej części tabeli, po czym po raz kolejny powrócił do Ameryki Południowej, tym razem zasilając brazylijski zespół Athletico Paranaense z siedzibą w Kurytybie. Po upływie sześciu miesięcy po raz kolejny zmienił barwy klubowe, przechodząc do EC Goiás. Z tą drużyną w 1997 roku wygrał rozgrywki ligi stanowej – Campeonato Goiano. W 1998 roku odszedł do kolumbijskiego klubu Deportes Tolima z miasta Ibagué, gdzie spędził kolejne pół roku, nie zdobywając żadnego trofeum, a następnie po dziesięciu latach gry za granicą wrócił do ojczyzny, zostając graczem stołecznego Rampla Juniors. W 1999 roku przeszedł do beniaminka ligi chińskiej – Tianjin Teda, którego barwy reprezentował przez następne dwa lata bez większych sukcesów. Na początku 2001 roku został graczem urugwajskiego drugoligowca El Tanque Sisley, a karierę piłkarską zakończył w wieku 34 lat w Querétaro FC z drugiej ligi meksykańskiej.

## Kariera reprezentacyjna
W reprezentacji Urugwaju Matosas zadebiutował za kadencji selekcjonera Roberto Fleitasa, 19 czerwca 1987 w wygranym 2:1 meczu towarzyskim z Ekwadorem. Jedynego gola w kadrze narodowej strzelił cztery dni później, w sparingu z Boliwią, także wygranym 2:1. W tym samym został powołany na turniej Copa América, gdzie był podstawowym zawodnikiem swojego zespołu i rozegrał w nim wszystkie dwa mecze, nie wpisując się na listę strzelców, za to Urugwajczycy triumfowali w tych rozgrywkach. Ogółem swój bilans reprezentacyjny zamknął na siedmiu spotkaniach.

## Kariera trenerska
Bezpośrednio po zakończeniu kariery Matosas rozpoczął pracę jako trener, początkowo zostając szkoleniowcem jednego ze słabszych klubów pierwszej ligi – Villa Española ze swojego rodzinnego Montevideo. Po kilku miesiącach odszedł do innej nisko notowanej drużyny – Plaza Colonia, którą prowadził przez kilkanaście miesięcy, natomiast w 2005 roku był opiekunem jednego z zespołów, którego barwy reprezentował już jako piłkarz, czyli Rampla Juniors, z którym również nie odniósł większych sukcesów. Jego solidna praca zaowocowała jednak przejściem do ekipy Danubio FC, którą poprowadził do tytułu mistrza Urugwaju w sezonie 2006/2007, triumfując z nią zarówno w jesiennej fazie Apertura, jak i w wiosennej Clausura. Dzięki temu osiągnięciu znalazł zatrudnienie w krajowym gigancie i jednym z najbardziej utytułowanych zespołów kontynentu – swoim macierzystym CA Peñarol, w którym jednak zawiódł oczekiwania; prowadzona przez niego drużyna zajęła zaledwie jedenastce miejsce w tabeli. Później, także bez powodzenia, trenował niżej notowaną stołeczną ekipę Bella Vista, z którą na koniec rozgrywek 2008/2009 spadł do drugiej ligi urugwajskiej.
W 2009 roku Matosas objął funkcję szkoleniowca peruwiańskiego Universidadu San Martín z siedzibą w Limie, z którym zajął piąte miejsce w tabeli, kwalifikując się do rozgrywek Copa Sudamericana. W maju 2010 powrócił do Danubio, lecz tym razem nie potrafił nawiązać do osiągnięć odnoszonych z tym klubem podczas pierwszego pobytu. W styczniu 2011 podpisał umowę z meksykańskim Querétaro FC, w którym grał już podczas swojej kariery zawodniczej. Drużynę tę prowadził przez następne siedem miesięcy z przeciętnymi wynikami. We wrześniu 2011 został trenerem Club León z drugiej ligi meksykańskiej, jednak funkcję tę objął formalnie dopiero w cztery miesiące później, ze względu na przepis zabraniający trenerom w Meksyku prowadzenia dwóch klubów w jednym półroczu (w jego zastępstwie ekipę Leónu prowadził Pedro Muñoz). Na koniec rozgrywek 2011/2012 awansował z Leónem do najwyższej klasy rozgrywkowej, pokonując w decydującym o awansie dwumeczu Correcaminos UAT łącznym wynikiem 6:2 (1:2, 5:0). Tym samym prowadzony przez niego klub powrócił do pierwszej ligi po dziesięciu latach, a tam już w pierwszym sezonie okazał się rewelacją rozgrywek, docierając do półfinału fazy play-off i kwalifikując się do rozgrywek Copa Libertadores.

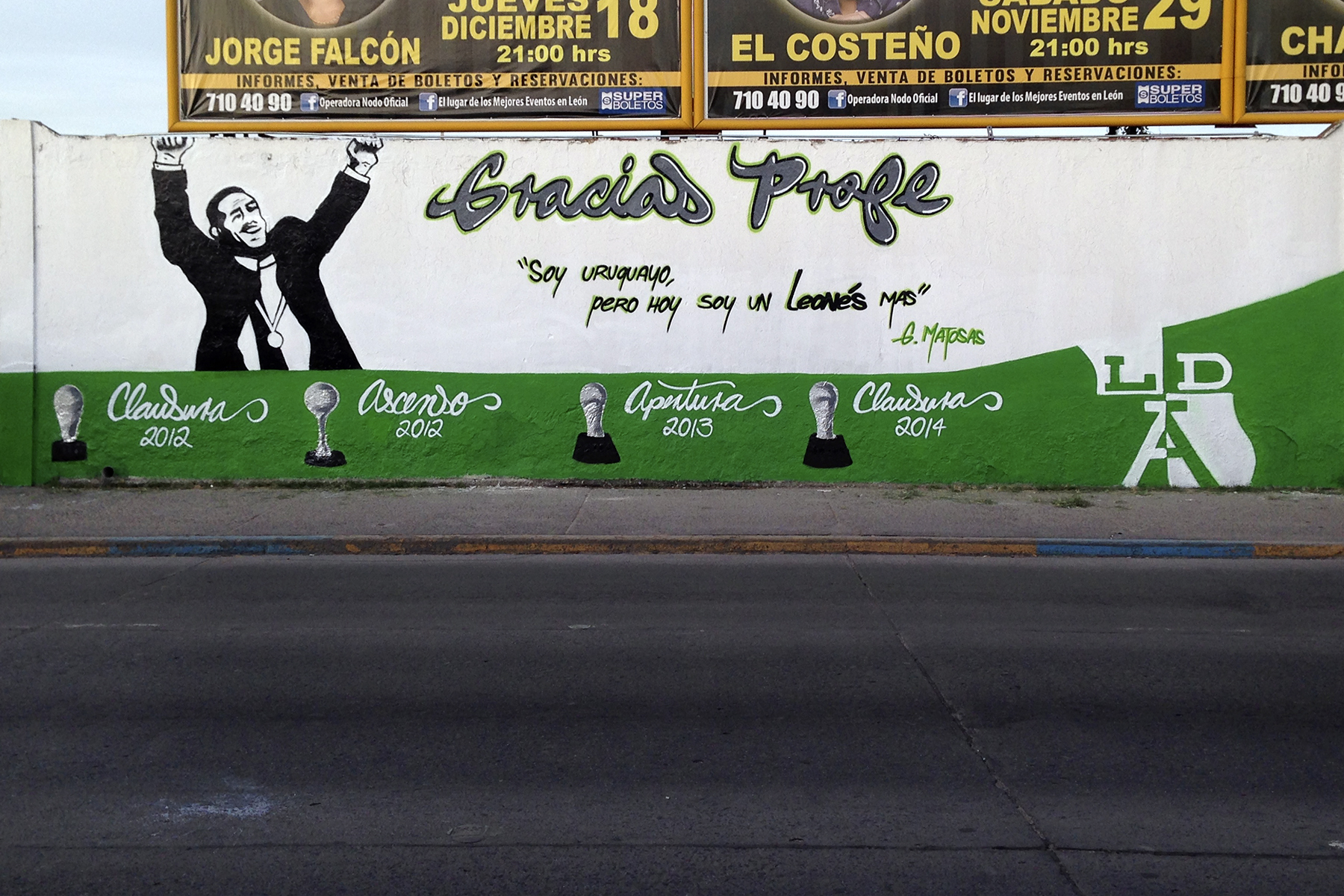
Graffiti kibiców Leónu z podziękowaniami dla Matosasa

W jesiennym sezonie Apertura 2013 prowadzony przez Matosasa zespół Leónu zdobył pierwsze po ponad 21 latach przerwy mistrzostwo Meksyku, pokonując w dwumeczu finałowym Américę wynikiem 5:1 (2:0, 3:1). Pół roku później, w wiosennych rozgrywkach Clausura 2014, powtórzył to osiągnięcie, tym razem okazując się lepszym w finale po dogrywce od Pachuki rezultatem 4:3 (2:3, 2:0). Tym samym León został pierwszą od niemal dekady meksykańską drużyną, której udało się zdobyć tytuł mistrzowski dwa razy z rzędu. Ze stanowiska trenera zrezygnował w grudniu 2014 po słabszym sezonie w wykonaniu jego podopiecznych. Ogółem szkoleniowcem Leónu pozostawał przez trzy lata – oprócz zdobycia dwóch mistrzostw Meksyku dwukrotnie wziął udział w Copa Libertadores (2013 – runda wstępna, 2014 – 1/8 finału); sporym sukcesem na arenie międzynarodowej było dwukrotne pokonanie brazylijskiego giganta CR Flamengo podczas Copa Libertadores 2014 (w tym wyjazdowe zwycięstwo 3:2 na Maracanie). Jego drużyna była często chwalona za ofensywny styl gry, a oprócz tego wypromowała do reprezentacji Meksyku nieznanych dotąd szerzej zawodników takich jak Edwin Hernández, José Juan Vázquez, Luis Montes czy Carlos Peña. Skład Leónu uzupełniali natomiast uznani gracze o dużej renomie, między innymi Rafael Márquez czy argentyński napastnik Mauro Boselli. Sam Matosas jest uznawany za jednego z najwybitniejszych szkoleniowców w historii klubu.
W styczniu 2015 Matosas, mimo ofert pracy z Hiszpanii, Włoch, Brazylii i Bliskiego Wschodu, został trenerem ówczesnego mistrza Meksyku i krajowego giganta – Club América ze stołecznego miasta Meksyk. Zastąpił na tym stanowisku Antonio Mohameda, podpisując dwuletni kontrakt z roczną pensją w wysokości dwóch milionów dolarów. Jeszcze w tym samym roku triumfował z Américą w najbardziej prestiżowych rozgrywkach Ameryki Północnej – Lidze Mistrzów CONCACAF, po pokonaniu w dwumeczu finałowym kanadyjskiego Montreal Impact łącznym wynikiem 5:3 (1:1, 4:2). Jednocześnie jego podopieczni spisali się poniżej oczekiwań w lidze meksykańskiej; będąc faworytami do tytułu zajęli wysokie drugie miejsce w tabeli, lecz z decydującej o mistrzostwie fazy play-off odpadli już w ćwierćfinale. Tydzień później Matosas niespodziewanie zrezygnował ze stanowiska trenera Amériki w wyniku różnicy zdań z zarządem klubu w kwestii polityki transferowej i wzmocnień na kolejny sezon.
W maju 2015 Matosas podpisał umowę z innym meksykańskim zespołem – ekipą Club Atlas z siedzibą w Guadalajarze. Tam nie potrafił jednak nawiązać do sukcesów odnoszonych w Leónie i Américe; po zaledwie sześciu miesiącach został zwolniony z powodu niezadowalających wyników. W czerwcu 2016 został szkoleniowcem saudyjskiego Al-Hilal ze stołecznego Rijadu.
W październiku 2019 został selekcjonerem reprezentacji Kostaryki.